# جورج إس. إيكلس
جورج إس. إيكلس (بالإنجليزية: George S. Eccles)‏ هو شخصية أعمال أمريكي، ولد في 23 أغسطس 1934 في لوغان في الولايات المتحدة، وتوفي في 1982.